# Öffentliche Universität Miyazaki

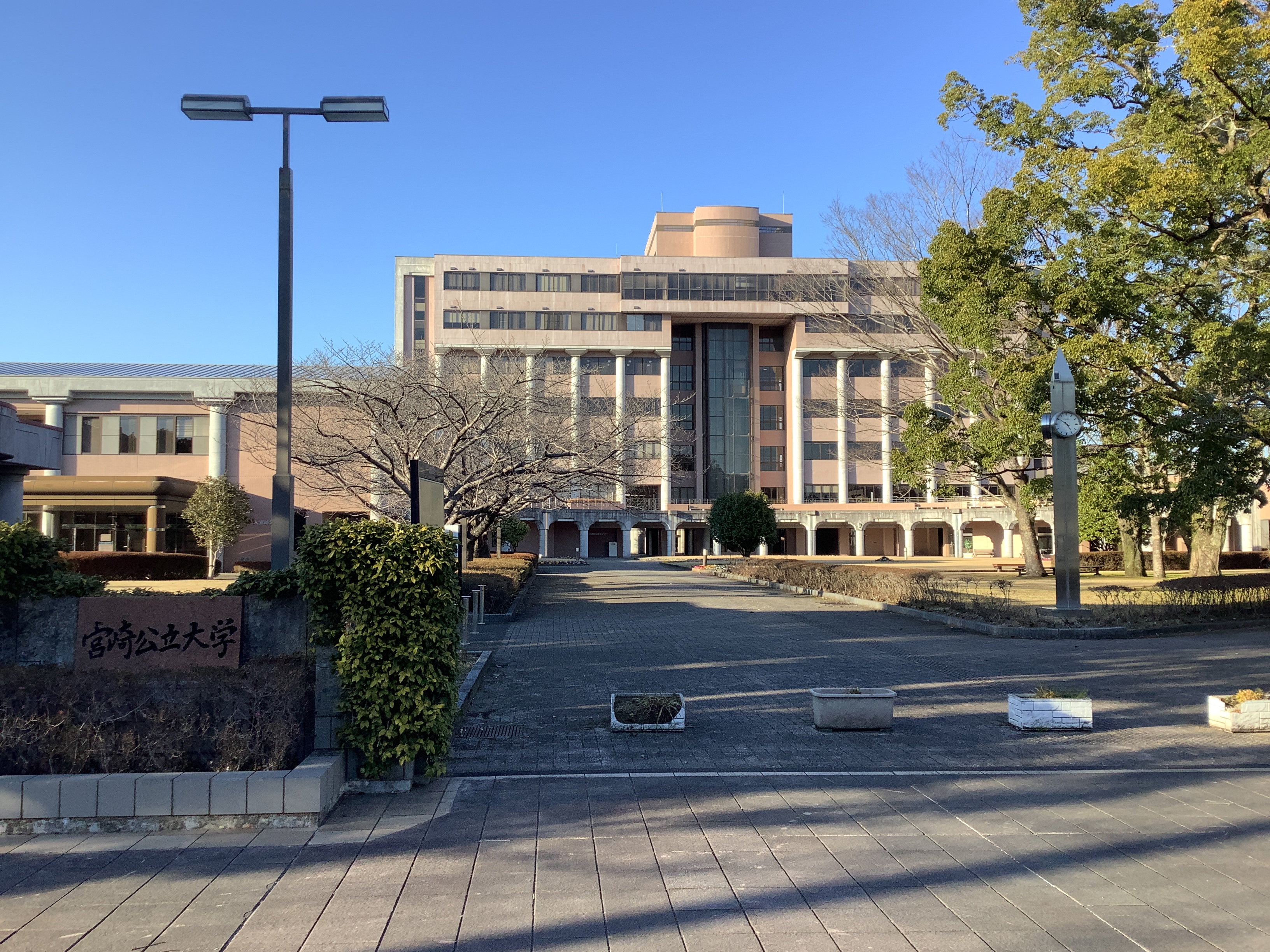
Haupteingang (2022)

Die Öffentliche Universität Miyazaki (japanisch 宮崎公立大学 Miyazaki kōritsu daigaku; engl. Miyazaki Municipal University, kurz: MMU) ist eine städtische Universität in Miyazaki in der Präfektur Miyazaki (Japan).
Gegründet wurde die Universität 1993 vom Zweckverband für die Öffentliche Universität Miyazaki (宮崎公立大学事務組合, Miyazaki kōritsu daigaku kōiki jimu kumiai; siehe Kōiki Rengō). Die Mitglieder (Gemeinden) waren Städte Miyazaki, Sadowara, Kiyotake, Tano, Takaoka, Kunitomi und Aya. Seit 2011 ist sie die städtische Universität von der Stadtverwaltung Miyazaki, weil vier Städte von dem Zweckverband (Sadowara, Kiyotake, Tano und Takaoka) zur Stadt Miyazaki zusammengelegt wurden.
Sie befindet sich im ehemaligen Campus der Pädagogischen Fakultät der Universität Miyazaki. Sie hat bisher keine Graduiertenschule.

## Fakultäten
- Fakultät für Geisteswissenschaften
  - Abteilung für Internationale Kulturstudien
    - Fachbereich: Sprachen und Kulturen
    - Fachbereich: Medien und Kommunikation
    - Fachbereich: Internationale Politik und Wirtschaft